# Mens (comuna)
Mens es una comuna francesa, ubicada en el departamento de Isère, en la región de Auvernia-Ródano-Alpes.

## Demografía
| 1206 | 1153 | 1139 | 1116 | 1129 | 1175 |
| Para los censos de 1962 a 1999 la población legal corresponde a la población sin duplicidades (Fuente: INSEE [Consultar]) |      |      |      |      |      |